# Монастырь Будисавци
Монастырь Будисавци (серб. Манастир Будисавци, алб. Manastiri i Budisalcit) в честь Преображения Господня — женский монастырь Рашско-Призренской епархии Сербской православной церкви, метох монастыря Печская патриархия в селе Будисавци общины Клина в Метохие в 17 км от города Печ.

## История
Церковь Преображения Господня в Будисавцах была построена в XIV веке. На восточной стене апсиды частично сохранилась встроенная каменная плита, надпись на которой позволяет приписать ктиторство королю Милутину. Народное предание связывает храм с именем Елены Дечанской.
Первоначальные росписи не сохранились, а церковь была частично разрушена. В 1568 году храм был обновлён Печским патриархом Макарием Соколовичем. Церковь была расписана заново. Фрески XVI века сохранились не полностью.
С июня 1999 года монастырь находился под охраной KFOR. 19 июля того же года албанские экстремисты похитили иеромонаха Стефана (Пурича). По неподтверждённым данным, его убили и сбросили тело в пустой колодец. В 2010 году KFOR передали защиту монастыря косовской полиции.
Монастырская церковь входит в список памятников культуры Сербии исключительного значения.

## Архитектура
Церковь имеет в плане равносторонний крест, гранённую апсиду. Построена с чередованием кирпича и камня. Купол приподнят на постаменте. В 1872 году к церкви был пристроен нартекс.